# Lista de prefeitos de Pirapozinho
Esta é a lista de prefeitos e vice-prefeitos do município de Pirapozinho, estado brasileiro de São Paulo.
| Nº | Prefeito                        | Partido | Vice-Prefeito                          | Início do mandato       | Fim do mandato          | Observações                                                                                                 |
| 1  | Manoel Marques Silva            |         | Joaquim Manoel de Aguiar               | 9 de abril de 1949      | 9 de abril de 1953      | Prefeito e vice eleitosem sufrágio universal                                                                |
| 2  | Plauto Ramos Pereira Barreto    |         | Antônio Teixeira                       | 9 de abril de 1953      | 9 de abril de 1957      | Prefeito e vice eleitosem sufrágio universal                                                                |
| 3  | Manoel Marques Silva            |         | Francisco Moreira                      | 9 de abril de 1957      | 9 de abril de 1961      | Prefeito e vice eleitosem sufrágio universal                                                                |
| 4  | Plauto Ramos Pereira Barreto    |         | Milton Macedo de Andrade               | 9 de abril de 1961      | 9 de abril de 1965      | Prefeito e vice eleitosem sufrágio universal                                                                |
| —  | Abílio Augusto Cepeda           |         | —                                      | 13 de janeiro de 1963   | 31 de março de 1963     | Presidente da Câmara Municipal                                                                              |
| 5  | Francisco Moreira               |         | Mário Nakazone                         | 9 de abril de 1965      | 9 de abril de 1969      | Prefeito e vice eleitosem sufrágio universal                                                                |
| 6  | Osório de Souza Santos          |         | Geraldo Salim Jorge                    | 9 de abril de 1969      | 31 de janeiro de 1973   | Prefeito e vice eleitosem sufrágio universal                                                                |
| 7  | Jorge Assef                     | ARENA   | Valdecir Vidente Scola                 | 31 de janeiro de 1973   | 1° de fevereiro de 1977 | Prefeito e vice eleitosem sufrágio universal                                                                |
| 8  | Osório de Souza Santos          | ARENA   | Antônio Geraldo Tiezzi                 | 1° de fevereiro de 1977 | 31 de janeiro de 1983   | Prefeito e vice eleitosem sufrágio universal                                                                |
| —  | Antônio Geraldo Tiezzi          |         | —                                      | 1° de setembro de 1981  | 31 de dezembro de 1981  | Vice-prefeito no cargo de Prefeito                                                                          |
| 9  | Rubens Delorenzo Barreto        | PMDB    | Valdomiro Favaretto                    | 1° de fevereiro de 1983 | 2 de junho de 1988      | Prefeito e vice eleitosem sufrágio universal                                                                |
| —  | Valdomiro Favaretto             |         | —                                      | 2 de junho de 1988      | 30 de novembro de 1988  | Vice-prefeito no cargo de Prefeito                                                                          |
| —  | Geraldo Salim Jorge             |         | —                                      | 1° de dezembro de 1988  | 31 de dezembro de 1988  | Presidente da Câmara Municipal                                                                              |
| 10 | Waldemar Casseze                | PTB     | Osório de Souza Santos                 | 1º de janeiro de 1989   | 31 de dezembro de 1992  | Prefeito e vice eleitosem sufrágio universal                                                                |
| 11 | Jorge Assef                     | PMDB    | Orlando Padovan                        | 1º de janeiro de 1993   | 31 de dezembro de 1996  | Prefeito e vice eleitos em sufrágio universal                                                               |
| 12 | Waldemar Casseze                | PFL     | Marcos Antônio Cavalli                 | 1º de janeiro de 1997   | 31 de dezembro de 2000  | Prefeito e vice eleitos em sufrágio universal                                                               |
| 13 | Sérgio Pinaffi                  | PTB     | João Assef (PMDB)                      | 1º de janeiro de 2001   | 31 de dezembro de 2004  | Prefeito e vice eleitos em sufrágio universal                                                               |
| 13 | Sérgio Pinaffi                  | PTB     | Orlando Padovan (PFL)                  | 1º de janeiro de 2005   | 23 de dezembro de 2006  | Prefeito reeleito e vice eleito em sufrágio universal, Prefeito cassado em 23/12/2006 pela Câmara Municipal |
| 14 | Orlando Padovan                 | PFL     | Nenhum                                 | 23 de dezembro de 2006  | 1 de janeiro de 2009    | Vice-prefeito, assume em virtude da cassação do mandato do titular                                          |
| 15 | Marcos Antonio Brambilla        | PSDB    | Antonio Cordeiro de Souza (PSB)        | 1º de janeiro de 2009   | 31 de dezembro de 2012  | Prefeito e vice eleitos em sufrágio universal                                                               |
| 16 | Orlando Padovan                 | DEM     | Jeferson Henrique de Almeida, Jé (PPS) | 1º de janeiro de 2013   | 31 de dezembro de 2016  | Prefeito e vice eleitos em sufrágio universal                                                               |
| 16 | Orlando Padovan                 | DEM     | Antonio Carlos Colnago, Carlão (PSB)   | 1º de janeiro de 2017   | 31 de dezembro de 2020  | Prefeito reeleito e vice eleito em sufrágio universal                                                       |
| 17 | Valdir Assef                    | MDB     | Lucas Padovan dos Santos Pavani (PROS) | 1º de janeiro de 2021   | 7 de maio de 2021       | Prefeito e vice eleitos em sufrágio universal, cujo titular faleceu em 7/5/2021.                            |
| 18 | Lucas Padovan dos Santos Pavani | PROS    | —                                      | 10 de maio de 2021      | 31 de dezembro de 2024  | Vice-prefeito, assume em virtude do falecimento do titular                                                  |
| 19 | Lucas Padovan dos Santos Pavani | PSD     | Gilmar Bernardino de Souza (MDB)       | 1º de janeiro de 2025   | em exercício            | Prefeito e vice eleitos em sufrágio universal                                                               |

- 1949-1953 - Manoel Marques Silva;
- 1953-1957 - Plauto Ramos Pereira Barreto;
- 1957-1961 - Manoel Marques Silva;
- 1961-1965 - Plauto Ramos Pereira Barreto;
- 1965-1969 - Francisco Moreira;
- 1969-1973 - Osório de Souza Santos;
- 1973-1977 - Jorge Assef;
- 1977-1983 - Osório de Souza Santos;
- 1983-1988 - Rubens Delorenzo Barreto (teve os direitos cassados em 2 de Junho de 1988);
- 1988-1988 - Valdomiro Favaretto (afastou-se em30/11/88);
- 1988-1988 - Geraldo Salim Jorge;
- 1989-1992 - Waldemar Casseze;
- 1993-1996 - Jorge Assef;
- 1997-1999 - Waldemar Casseze (suspenso preliminarmente em 16 de Setembro de 1999 e cassado definitivamente em 23 de Novembro de 1999);
- 1999-2000 - Marcos Cavalli;
- 2001-2004 - Sérgio Pinaffi;
- 2004-2006 - Sérgio Pinaffi (cassado em 23/12/2006);
- 2006-2008 - Orlando Padovan
- 2009-2012 - Marcos Brambilla
- 2013-2020 - Orlando Padovan